# Mijovce
Mijovce (en serbe cyrillique : Мијовце) est un village de Serbie situé sur le territoire de la Ville de Vranje, district de Pčinja. Au recensement de 2011, il comptait 53 habitants.

## Géographie

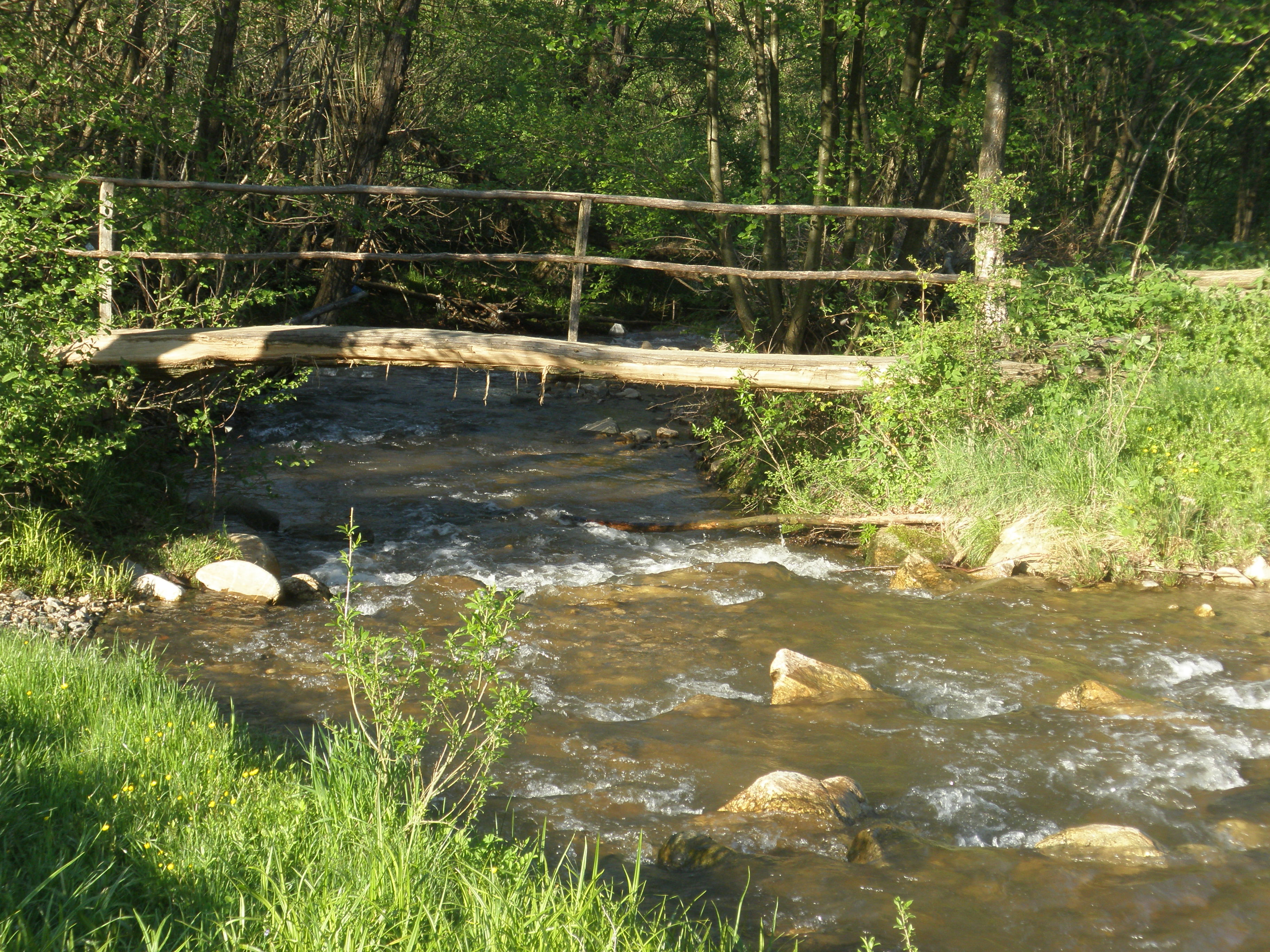
Pont sur la Mijovska reka

## Tourisme

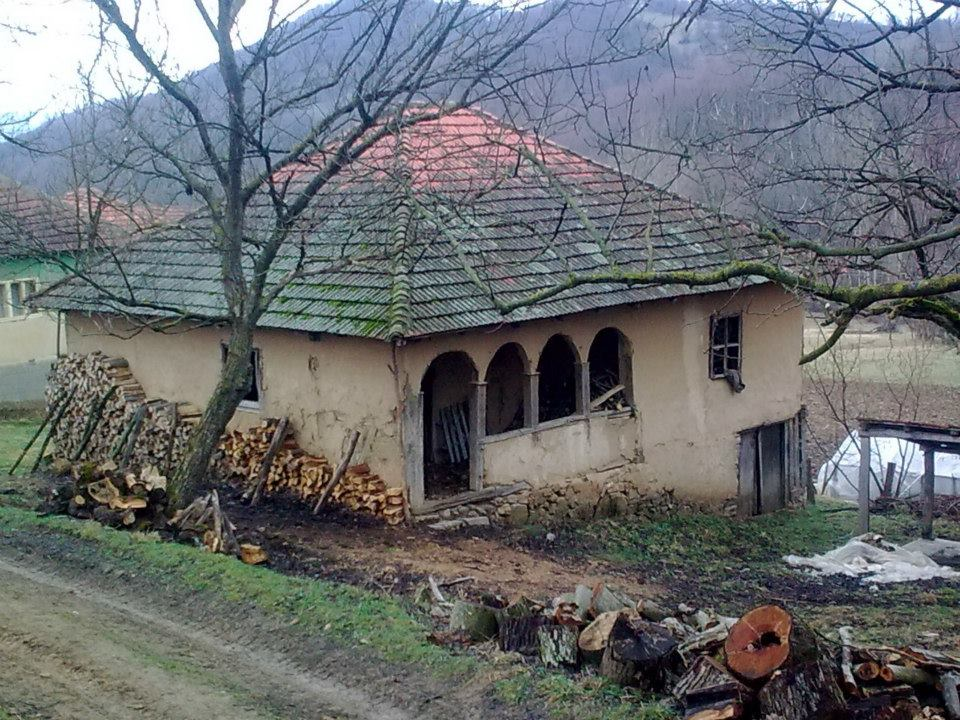
Maison ancienne à Mijovce

## Démographie
| 1948 | 1953 | 1961 | 1971 | 1981 | 1991 | 2002 | 2011 |
| ---- | ---- | ---- | ---- | ---- | ---- | ---- | ---- |
| 260  | 279  | 238  | 175  | 117  | 95   | 67   | 53   |

|  |